# Calberlah
Calberlah ist eine Gemeinde im Landkreis Gifhorn in Niedersachsen.

## Geografie

### Geografische Lage
Calberlah liegt auf der Hochfläche des Papenteich zwischen der Hehlenriede und der Mühlenriede. Die Gemeinde ist Mitgliedsgemeinde der Samtgemeinde Isenbüttel, die ihren Verwaltungssitz in der  gleichnamigen Gemeinde Isenbüttel hat.

### Gemeindegliederung
Die Ortsteile der Gemeinde sind:
- Allenbüttel mit Brunsbüttel
- Allerbüttel
- Calberlah
- Edesbüttel
- Jelpke
- Wettmershagen

## Geschichte
Die Gemeinde wurde 1318 als Kaluerlege erstmals urkundlich erwähnt.

## Eingemeindungen
Am 1. März 1974 wurden die Gemeinden Allenbüttel, Allerbüttel, Edesbüttel, Jelpke und Wettmershagen eingegliedert.

## Politik

### Rat
Der Rat der Gemeinde Calberlah setzt sich aus 17 Mitgliedern zusammen. Die Ratsmitglieder werden durch eine Kommunalwahl für jeweils fünf Jahre gewählt.
Bei der Kommunalwahl 2021 ergab sich folgende Sitzverteilung:
| Rat 2021Insgesamt 17 Sitze - SPD: 7 - Grüne: 2 - UBV: 2 - UWG: 2 - CDU: 4 |

| Wahljahr | CDU | SPD | Grüne | UWG | Einzelbewerber | Gesamt   |
| -------- | --- | --- | ----- | --- | -------------- | -------- |
| 2016     | 7   | 6   | 1     | 2   | 1              | 17 Sitze |
| 2011     | 8   | 5   | 3     | 1   | -              | 17 Sitze |

### Bürgermeister
Zum ehrenamtlichen Bürgermeister wurde am 20. August 2024 Phillip Passeyer (SPD) gewählt.
Sein am 17. November 2016 gewählter Amtsvorgänger Thomas A. Goltermann (SPD) war zum 1. Juli 2024 zurückgetreten.

## Kultur und Sehenswürdigkeiten

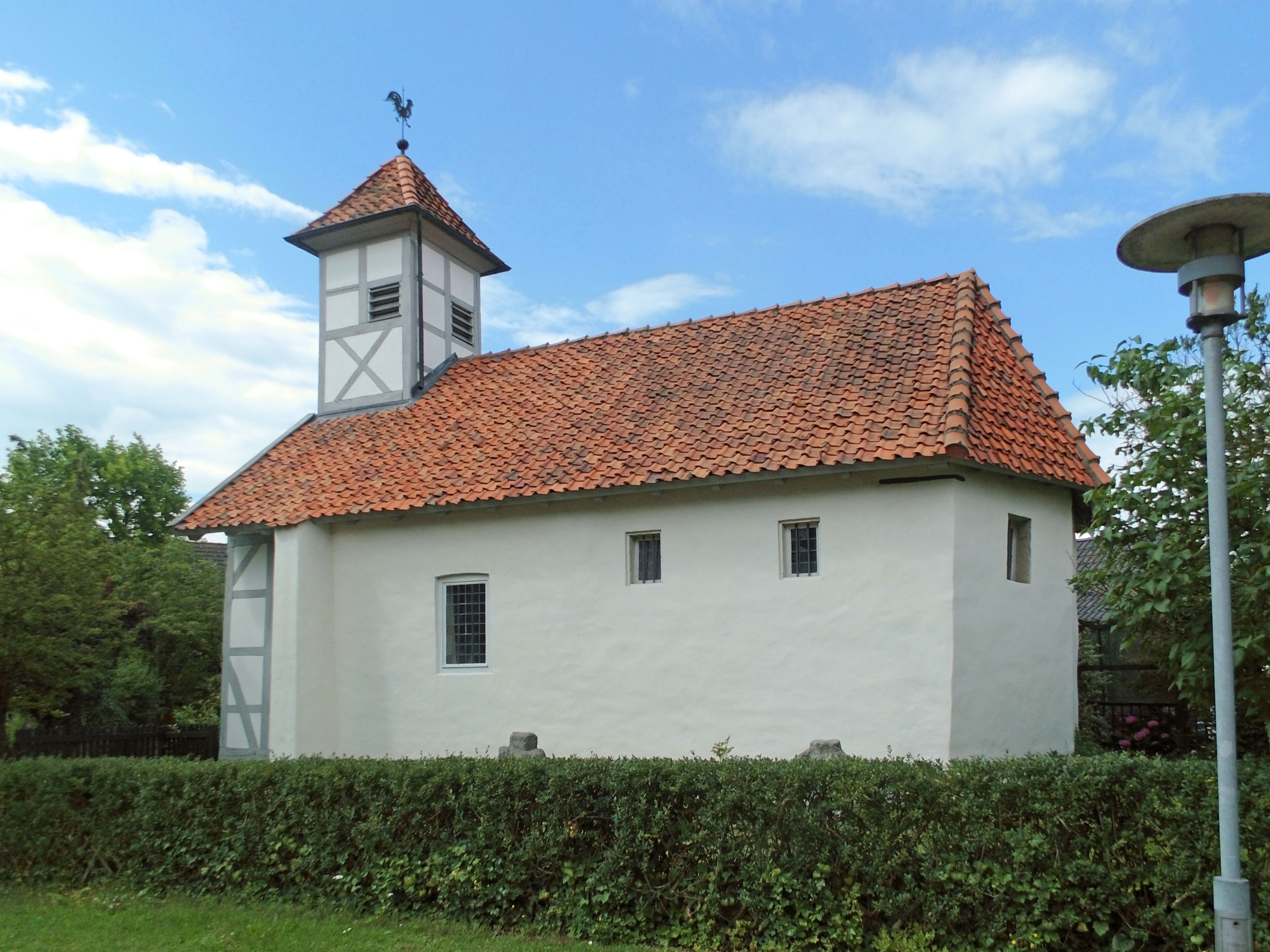
Alte Kapelle Calberlah

## Verkehr
- Calberlah liegt westlich der Autobahn A 39, die von Braunschweig nach Wolfsburg führt.
- Calberlah verfügt über einen Haltepunkt an der Bahnstrecke Lehrte–Berlin. Die Station wird von zwischen Wolfsburg und Hannover verkehrenden Regional-Express-Zügen stündlich in beiden Richtungen bedient. Fernzüge der Schnellfahrstrecke Hannover–Berlin durchfahren die Station mit bis zu 200 km/h ohne Halt. Zwei Kilometer westlich des Haltepunkts unterquert die Strecke im 970 m langen Elbe-Seitenkanal-Tunnel den Elbe-Seitenkanal.
- Der Elbe-Seitenkanal zweigt auf dem Gemeindegebiet vom Mittellandkanal ab.

## Bildung
In Calberlah befinden sich eine Grundschule sowie eine Realschule.

## Persönlichkeiten
- Susanne Stumpenhusen (* 1955), Soziologin und Gewerkschaftsfunktionärin, geboren in Calberlah